# 実験映画
実験映画（じっけんえいが　英：Experimental film, experimental cinema）は、映像メディアがもつ既存の手法に依らない独自の表現をめざした映画の総称。前衛映画・アバンギャルド映画・アンダーグラウンド映画とも。1920年代ごろからヨーロッパでモダニズム運動と結びついてさかんに製作され、第二次大戦後はハリウッド映画の商業主義に反発するアメリカの芸術家らによって大きな潮流が作られた。

## 概要
多種多様な思想背景をもつ芸術家がそれぞれに独自の試みを行う結果を「実験映画」と呼ぶ以上、そこに共通した定義は成立しないが、その多くは個人の映像作家によってきわめて低予算で製作された短編作品である。映画と呼ばれるもののほとんどが、主にアメリカ映画によって確立された、物語を分かりやすく伝達するシステムを利用しているのに対して、実験映画は、基本的に作家個人の内面・関心・視線に注目する。
世界的な映像作家として知られた日本の松本俊夫は、限られた流派や手法によって定義することが困難なほど実験映画は多様であることを前提としたうえで、そこに多く共通するのは「反規格主義であり、反商業主義」だと述べている。
このときしばしば標的とされるのは、世界を席巻するに至ったハリウッド映画の手法と物語構造である。1950年代にアメリカの実験映画の動きを主導した映像作家ジョナス・メカスは、ハリウッド映画に代表される従来の映画の表現手法を「劇映画の窒息せんばかりの旧態依然としたスタイル」と厳しく批判した。またニューヨーク大学で長く映画・美術理論を講じたアネット・マイケルソン [英語版] も、メカスらの試みを「ハリウッドとその美学・産業・芸術とを支えてきた中産階級的意識の否認に基づいている」と位置づけている。この点で、「アバンギャルド」という語がもつ本来の意味、すなわち〈既存の表現手法への攻撃・解体による新しい芸術の創出〉という目標を、多くの実験映画作家が共有すると一般にみなされている。
戦後日本で活動した映画作家・評論家のドナルド・リチーは、実験映画作家らが商業的な成功を犠牲にする代わりに、作家個人の大きな自由を獲得したと述べている。

## 実験映画の歴史

### アヴァンギャルド映画
1920年代に始まった初期の実験映画は、前衛芸術運動・思想と強い関係があり、特にダダイズム、シュルレアリスムなどの影響がみられる作品が数多く作られた。その代表作として、1923年にマン・レイが制作した『理性への回帰』（Le Retour à la Raison）、1924年にルネ・クレールが制作した『幕間』（Entr'acte）、1926年にマルセル・デュシャンが制作した『アネミック・シネマ』（Anémic Cinéma）、1928年にルイス・ブニュエルとサルバドール・ダリが制作した『アンダルシアの犬』（Un Chien Andalou）、1955年にアラン・レネが制作した『夜と霧』（Nuit et brouillard）などがある。

### アメリカの実験映画
アメリカでは、1920年代よりアヴァンギャルド映画・実験映画と呼ばれる作品が作られており、チャールズ・シーラーとポール・ストランドによる『Manhatta』（1921）、ジョゼフ・コーネルの『ローズ・ホバート』（1936）などがあるが、盛んになるのは1940年代で、マヤ・デレンとアレクサンドル・ハミドとの共作『午後の網目』（1943）、ケネス・アンガーの『花火』（1947）、シドニー・ピーターソンの『The Lead Shoes』（1949）などがある。
1950年代になると、戦後、市場に流れた16ミリカメラを使ってメリー・メンケンの『Hurry! Hurry!』（1957）など多くの実験映画が制作された。

### 日本の実験映画
日本国内でも戦前から実験映画と呼ぶことができる作品が制作されていたが、個人映画として実験映画が作られ始められたのは1950年代からである。
1960年代、京都、大阪、札幌にて行われたアメリカ実験映画を紹介する上映企画「アンダーグラウンド・シネマ/日本・アメリカ」によって実験映画を知らしめ多くの支持を受けた。このことにより実験映画は鑑賞するのみならず、自身で撮影し創りだす映画であるという意識を日本の観客に植え付けることとなった。

## 実験映画作家

### 海外の実験映画作家

#### ヨーロッパの実験映画作家
主な作家にルイス・ブニュエル、サルバドール・ダリ、ルネ・クレール、フェルナン・レジェ、マン・レイ、ハンス・リヒター、オスカー・フィッシンガー、レン・ライ、ローラ・マルヴェイ、シャンタル・アケルマン、サリー・ポッター、アイザック・ジュリアンなど。

#### 北米の実験映画作家
主な作家にマヤ・デレン、ハリー・スミス、ジョナス・メカス、ケン・ジェイコブズ、ジャック・スミス、ケネス・アンガー、スタン・ブラッケージ、マイケル・スノウ、ホイットニー兄弟、ナサニエル・ドースキー、アンディ・ウォーホル、ブルース・ベイリーなど。

### 日本の実験映画作家

#### 戦前
衣笠貞之助、岩崎昶、中井正一、荻野茂二など。
（以下は今では見られない作品）
森紅『或る音楽』（1932）、岡野卯馬吉『幻想』、金子安雄『水と光の交響楽』（いずれも1933）、阿保祐太郎『或る音楽的感興』、坂本為之『赤と青による習作　アレグロ二重奏』、今枝柳蛙『音を伴ふ習作』（いずれも1935）

#### 戦後～1960年代
松本俊夫、山口勝弘、グラフィック集団（石元泰博、大辻清司、辻彩子）、飯村隆彦、高林陽一、大林宣彦、足立正生、城之内元晴、ドナルド・リチー（Donald Richie）、寺山修司、三島由紀夫など。

#### 1970年代
金井勝、かわなかのぶひろ、田名網敬一、鈴木志郎康、相原信洋、古川タク、奥山順市、居田伊佐雄、山崎博、萩原朔美、出光真子、中島崇、中谷芙二子、中嶋興など。

#### 1980年代
伊藤高志、山田勇男、メタフィルム（映画についての映画）の森下明彦、太田曜、山崎幹夫、加藤到、IKIF（石田木船映像工場Ishida Kifune Image Factory、木船徳光と石田園子の二人で結成）、黒坂圭太、山村浩二、黒澤潤など。

#### 1990年代
大木裕之、和田淳子、寺嶋真里、末岡一郎、帯谷有理、村上賢司など。

#### 2000年代
石田尚志、井上タケシ（QOOV）、牧野貴、宮崎淳、辻直之、和田淳、大山慶、清古尊など。
2010年代
石川亮、池添俊、磯部真也、大内里絵子、南俊輔など。

## 実験映画の上映
日本国内での実験映画の上映に関しては、東京都渋谷区にあるシアター・イメージフォーラムと東京都渋谷区恵比寿にある東京都写真美術館で毎年行われる恵比寿映像祭、アナログメディア研究会、８mmFILM小金井街道プロジェクト、UPLINK渋谷、LUMEN　gallery、マルバ会館、EZO FILM、VIDEO PARTY、スパイスフィルムが挙げられる。
シアター・イメージフォーラムのイメージフォーラム・シネマテークでは、実験映画に関する特集が組まれた上映が行われる。また、毎年、映像アートの祭典である「イメージフォーラムフェスティバル」（2018年より、「東アジア・エクスペリメンタル・コンペティション」が名称に追加された。）が開催され、国内外の実験映画の公募と上映を行なっている。
恵比寿映像祭は、2009年から始まった映像とアートの国際的な祭典であり、上映だけでなく、パフォーマンスやインスタレーション作品の展示、またトークセッションも合わせて行われる。

## 関連文献
（邦文）
- 伊奈 新祐『メディアアートの世界―実験映像1960‐2007』国書刊行会、2008　ISBN 978-4336049896
- 西嶋憲生 『生まれつつある映像―実験映画の作家たち』文彩社、1991　ISBN 978-4938361327
- 西村智弘・金子遊編『アメリカン・アヴァンガルド・ムーヴィ』森話社、2016
- A.L.リーズ（犬伏雅一ほか訳）『実験映像の歴史：映画とビデオー規範的アヴァンギャルドから現代英国での実験実践』晃洋書房、2010　ISBN 978-4771021372
- アダムズ・シトニー編（石崎浩一郎訳）『アメリカの実験映画　〈フィルム・カルチュア〉映画論集』フィルムアート社、1972
- シェルドン・レナン（波多野哲朗訳）『アンダーグラウンド映画』三一書房、1969
- ニコル・ブルネーズ（須藤健太郎訳）『映画の前衛とは何か』現代思潮新社、2012

（欧文）
- Malcolm Le Grice, Abstract Film and Beyond (MIT Press, 1977).
- Scott MacDonald, A Critical Cinema, Volumes 1, 2, 3, 4 and 5 (Berkeley: University of California Press, 1988, 1992, 1998, 2005, and 2006).
- Scott MacDonald, Avant-Garde Film: Motion Studies (Cambridge: Cambridge University Press, 1993).
- Holly Rogers, Sounding the Gallery: Video and the Rise of Art-Music (Oxford: Oxford University Press, 2013).
- Holly Rogers and Jeremy Barham, the Music and Sound of Experimental Film (Oxford: Oxford University Press, 2017).
- James Peterson, Dreams of Chaos, Visions of Order: Understanding the American Avant-Garde Cinema (Detroit: Wayne State University Press, 1994).
- Jack Sargeant, Naked Lens: Beat Cinema (Creation, 1997).
- P. Adams Sitney, Visionary Film: The American Avant-Garde (New York: Oxford University Press, 1974).
- Michael O'Pray, Avant-Garde Film: Forms, Themes and Passions (London: Wallflower Press, 2003).
- David Curtis (ed.), A Directory of British Film and Video Artists (Arts Council, 1999).
- David Curtis, Experimental Cinema - A Fifty Year Evolution (London. Studio Vista. 1971)
- Wheeler Winston Dixon, The Exploding Eye: A Re-Visionary History of 1960s American Experimental Cinema (Albany, NY: State University of New York Press, 1997)
- Wheeler Winston Dixon and Gwendolyn Audrey Foster (eds.) Experimental Cinema - The Film Reader (London: Routledge, 2002)
- Stan Brakhage, Film at Wit's End - Essays on American Independent Filmmakers (Edinburgh: Polygon. 1989)
- Stan Brakhage, Essential Brakhage - Selected Writings on Filmmaking (New York: McPherson. 2001)
- Parker Tyler, Underground Film: A Critical History (New York: Grove Press, 1969)
- Jeffrey Skoller Shadows, Specters, Shards: Making History in Avant-Garde Film (Minneapolis: Minnesota UP, 2005)
- Jackie Hatfield, Experimental Film and Video (John Libbey Publishing, 2006; distributed in North America by Indiana University Press)
- Gene Youngblood, Expanded Cinema (Dutton, 1970) available as pdf at Ubuweb
- Dominique Noguez, Éloge du cinéma expérimental  (Paris Expérimental, 2010, 384 p. ISBN 978-2-912539-41-0, in French) Paris Expérimental
- Al Rees, David Curtis, Duncan White, Stephen Ball, Editors,Expanded Cinema: Art, Performance and Film, (Tate Publishing, 2011)